# Danilo Cocks
Danilo Cocks (Saint-Martin; 17 de agosto de 1995) es un futbolista de Saint-Martin que juega en la posición de delantero y que actualmente milita en el Young Strikers FC del Campeonato de fútbol de Sint Maarten.

## Carrera

### Club
| Periodo   | Club                 |
| --------- | -------------------- |
| 2014–2019 | Orléans Attackers FC |
| 2019–     | Young Strikers FC    |

### Selección nacional
Jugó para selección nacional sub-17 en tres partidos en 2010 y anotó dos goles. Debutó con la selección mayor en 2014, anotando su primer gol el 16 de agosto de 2014 en la victoria por 4-2 ante Islas Vírgenes Británicas en un partido amistoso jugado en Road Town. Actualmente es un de los goleadores históricos de la selección nacional.

## Logros
- Campeonato de fútbol de Saint Martin: 1

2014/15